# 松野宏軌
松野 宏軌（まつの こうき、まつの ひろき 1925年7月9日 - 没年月日不明）は、日本の映画監督・テレビディレクターである。岡山県都窪郡清音村（現・総社市）の生まれ。本名は松野 博（まつの ひろし）。

## 来歴・人物
1944年、浪速工業高等専門学校を卒業。学生時代から映画好きで、1950年、松竹京都撮影所に入社。演出部に配属され、助監督として伊藤大輔、成瀬巳喜男、野村芳太郎、大曽根辰保に師事。1964年、菊池靖と共同で『続道場破り・問答無用』で監督に昇格。その後『いも侍』シリーズを手がけたが、邦画の斜陽化もあり1973年にフリーに。それと前後してテレビ映画の演出も手がけ始め、『鞍馬天狗』（MBS）、『必殺シリーズ』（ABC）など、主に時代劇を手がけた。
私生活では1960年10月に結婚。日本映画監督協会公式サイトには物故会員と記載されており、現在は故人と思われる。

## 監督作品

### 映画
- 続道場破り・問答無用（1964年、菊池靖と共同）
- いも侍シリーズ
  - いも侍・蟹右衛門（1964年）
  - いも侍・抜き打ち御免（1965年）
- 殴りこみ侍（1965年）
- 侠勇の花道 ドス（1966年）
- 日本一のマジメ人間（1966年）
- 吸血髑髏船（1968年）

### テレビドラマ
- 渥美清の泣いてたまるか 第20話「ハイ、電報です」（TBS、1966年）
- 鞍馬天狗（MBS、1967年 - 1968年）
- 風（TBS、1967年 - 1968年）
- 海の次郎丸（ABC、1968年）
- 黒い編笠（ABC、1968年-1969年）
- 白頭巾参上（ABC、1969年-1970年）
- 新・三匹の侍（フジテレビ、1970年）
- 紫頭巾（東京12チャンネル、1972年）
- 必殺シリーズ（ABC、1972年 - 1992年）
- おしどり右京捕物車（ABC、1974年）
- 斬り抜ける（ABC、1974年）
- 京都マル秘指令 ザ新選組（ABC、1984年）
- 京都殺人案内14「音二郎、女を張り込む」（ABC、土曜ワイド劇場・1988年）
- 大忠臣蔵（テレビ東京開局25周年記念新春12時間時代劇、1989年）
- 鞍馬天狗（テレビ東京、1990年-1991年）

## 脚註
1. 1 2  松野宏軌、日本映画監督協会、2019年4月7日閲覧。